# 牧野晴歌
牧野 晴歌（まきの はるか、1980年2月6日 - ）は、関西を中心に活動するタレント。岡山県倉敷市出身。オフィスキイワード所属。
大学卒業後OLを経て、リポーター・タレントに転身。おはよう朝日です（朝日放送）等のテレビリポーターや競馬リポーター、ラジオパーソナリティなどとして活躍し、近年はラジオのアシスタントパーソナリティを勤めている。趣味・特技はクラシックバレエ・ピアノ・書道。

## 出演番組等

### テレビ
- 「桑原征平のおもしろ京都検定」（KBS京都・CS京都チャンネル制作で、サンテレビ他独立局でもネット）
- 「パドックアナウンサー」（グリーンチャンネル）
- JRA「ターフトピックス」（グリーンチャンネル、2004年-2006年）
- 関西てんこもり（関西地区のケーブルテレビ局26局共同製作、2007年4月-9月）
- 金曜いただきッ!（サンテレビ、リポーター、2007年4月-9月）
- びびっとモーニング（びわ湖放送）
- ぐるっと関西おひるまえ・関西ほぉ～リポーター（NHK大阪）
- おかサタ（福井テレビ）
- こちら海です（福井テレビ製作分、サンテレビ・KBS京都・テレビ和歌山でもネット放送）
- おはよう朝日です・トレンド倶楽部リポーター（朝日放送）
- ビッグフィッシング（サンテレビ、2010年10月-2012年9月）

### ラジオ
- ABCミュージックパラダイス（朝日放送、2006年4月5日-2007年9月27日、2008年4月2日-2008年9月24日）
- ABCミュージック21（朝日放送、2002年10月7日-2005年9月28日）
- 青木和雄の昼までえぇやん!（ラジオ大阪、2018年1月3日-2019年3月29日）
- NIGHT AQUARIUM（FM COCOLO、2019年4月6日-）

### CM
- サントリーフーズ『BOSS（牧場編）』（2007年放送）：テレビリポーター役、トミー・リー・ジョーンズ、ディープインパクトと共演。

### コラム
- 「晴歌のGメール」（日刊スポーツ競馬面コラム・日曜日）
- 「教えて!!聞かせて!!」（日刊スポーツ競馬面コラム・金曜日）
- 「本日快晴」（日刊スポーツ競馬面コラム・日曜日）